# Campeonato Paulista de Futebol de 1997 - Série A2
O Campeonato Paulista de Futebol de 1997 - Série A2 foi a 51.ª edição da competição de futebol de São Paulo promovida pela Federação Paulista de Futebol e equivaleu ao segundo nível do futebol do estado.

## Forma de disputa
- Primeira fase: Times do mesmo grupo jogam entre si duas vezes.Times jogam somente uma vez com as equipes do outro grupo.A pior equipe de cada grupo é rebaixada a Série A3 de 1998.
- Segunda fase: As quatro melhores equipes (duas de cada grupo) disputam entre si em turno e returno duas vagas para promoção a Série A1 de 1998.

## Participantes
| Grupo 1 - Bragantino - (Bragança Paulista) - Ferroviária - (Araraquara) - Ituano - (Itu) - Lousano Paulista - (Jundiaí) - Ponte Preta - (Campinas) - Santo André - (Santo André) - Sãocarlense - (São Carlos) - XV de Piracicaba - (Piracicaba) | Grupo 2 - Comercial - (Ribeirão Preto) - Corinthians - (Presidente Prudente) - Francana - (Franca) - Matonense - (Matão) - Noroeste - (Bauru) - Novorizontino - (Novo Horizonte) - Paraguaçuense - (Paraguaçu Paulista) - XV de Jaú - (Jaú) |